# HD40759
HD40759 — хімічно пекулярна зоря спектрального класу A0, що має видиму зоряну величину в смузі V приблизно  8,6.
Вона  розташована на відстані близько 1203,5 світлових років від Сонця.

## Пекулярний хімічний вміст
Зоряна атмосфера HD40759 має підвищений вміст 
Cr
.